# Kujira Point
Der Kujira Point (japanisch 鯨岬 Kujira-misaki, deutsch ‚Walkap‘, norwegisch Kvalodden) ist eine kleine Landspitze, die den nördlichen Ausläufer der Insel Padda in der Lützow-Holm-Bucht vor der Prinz-Harald-Küste des ostantarktischen Königin-Maud-Lands bildet.
Norwegische Kartographen kartierten dieses Kap anhand von Luftaufnahmen, die bei der Lars-Christensen-Expedition 1936/37 entstanden. Wissenschaftler einer von 1957 bis 1962 dauernden japanischen Antarktisexpedition kartierten es erneut und gaben ihm seinen Namen. Das Advisory Committee on Antarctic Names übertrug die japanische Benennung 1968 in einer Teilübersetzung ins Englische.